# Трудон
Трудон (лат. Trudo; умер в 693 или 698) — аббат Маастрихтский, «апостол Хеспенгау», святой (день памяти — 23 ноября).

## Биография
Святой Трудон родился в Хеспенгау (современная Бельгия). Он был сыном знатных франков: его мать принадлежала к королевскому дому Австразии. Ещё ребенком из брошенных камней он воздвиг миниатюрный храм. Будучи молодым человеком, святой часто посещал церкви и щедро одаривал бедных. По преданию, однажды ночью, после молитвы, он пережил видение ангела, который сказал ему, что ему предстоит священническое служение.
Святой Трудон был отправлен к святому Ремаклю в Мец для обучения в церковной школе. По окончании обучения в 650 или 655 году Трудон был рукоположён в сан священника святым Хлодульфом, епископом Меца. Затем он был назначен в епархию города Маастрихт. Вернувшись в родные края и начав свою проповедь среди язычников, он около 656 года соорудил маленький храм. При нём была монашеская молельня, прибежище монахов-миссионеров, из которой впоследствии, к IX веку вырос сначала монастырь Святого Трудона. Вокруг монастыря появился город Синт-Трёйден. Святой Трудон около 660 года также основал монастырь около Брюгге, известный под названием монастыря Святого Трудона.
Однажды Трудон остановился в доме одной супружеской пары. Когда ночью жена, пробудившись, собралась открыть дверь, она увидела два снопа света, один из которых был возле головы спящего священника и другой у его ног. Пораженная этим чудом, испуганная женщина бежали и разбудила мужа, который пришел и увидел таинственные огни. Будучи убеждены, что в их дом пришел святой человек, пара попросила Трудона утром остаться с ними один день. Святой провёл этот день, давая паре духовные наставления. По просьбе мужа он также крестил их сына.
Как правило, святой Трудон проводил ночи, молясь в церкви. На смертном одре, сотворив крестное знамение, он до своего последнего дыхания молился: «Управи, Господи, пути раба Твоего пред очами Твоими».